# Dampierre-en-Burly
Dampierre-en-Burly is een gemeente in het Franse departement Loiret (regio Centre-Val de Loire). De plaats maakt deel uit van het arrondissement Orléans. Dampierre-en-Burly telde op 1 januari 2022 1.454 inwoners.
In Dampierre-en-Burly bevindt zich een grote kerncentrale met vier reactoren.

## Geografie
De oppervlakte van Dampierre-en-Burly bedroeg op 1 januari 2022 47,44 vierkante kilometer; de bevolkingsdichtheid was toen 30,6 inwoners per km².

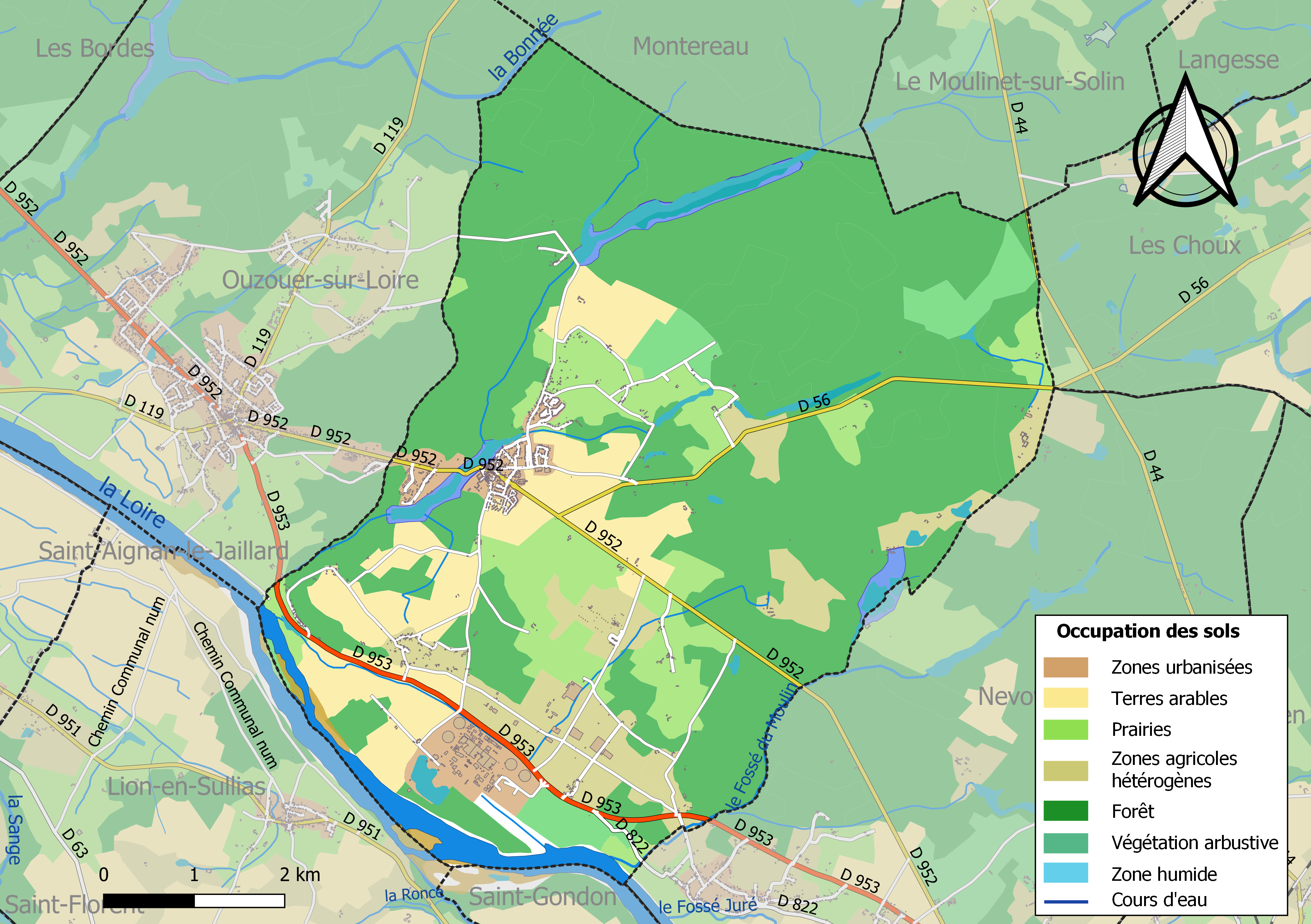
Kaart van de gemeente met de belangrijkste infrastructuur, bodemgebruik en omliggende gemeenten

## Demografie
Onderstaande figuur toont het verloop van het inwonertal (bron: INSEE-tellingen).

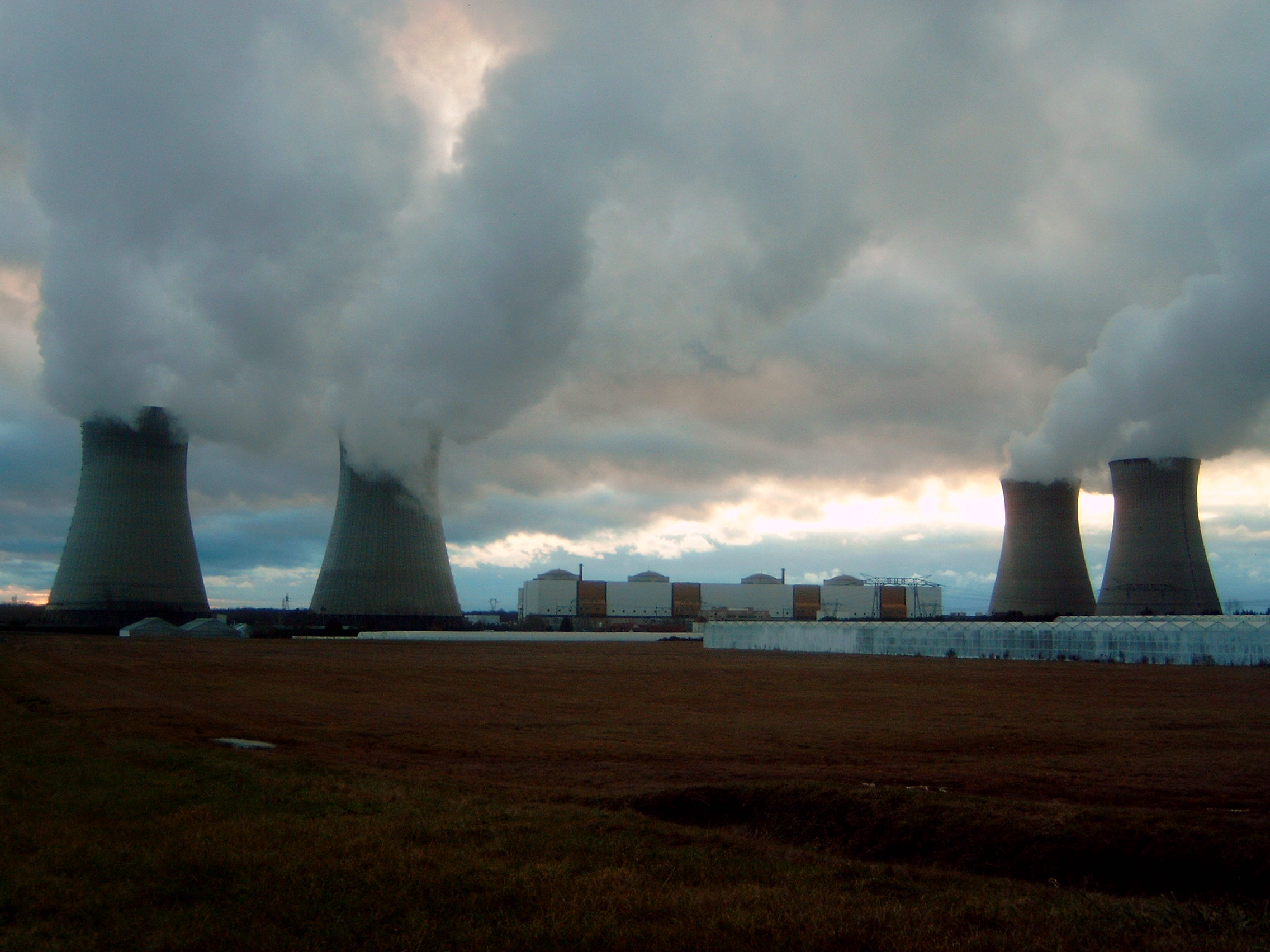
De kerncentrale van Dampierre-en-Burly